# Antonio Gabriele Severoli
Antonio Gabriele Severoli (Faenza, 28 de fevereiro de 1757 - Roma, 8 de setembro de 1824) foi um cardeal italiano.

## Biografia
Nasceu em Faenza em 28 de fevereiro de 1757. De família nobre. Filho do conde Carlo Severoli e Anna Dorotea de' Marchesi Guidi di Crema. Ele tinha o título de conde. Parente do Cardeal Paolo Mangelli Orsi (1843).
Estudou no colégio jesuíta de Ravenna (educação inicial); no Collegio di San Carlo, Modena; na Universidade de Modena (1773-1775); na Pontifícia Academia dos Nobres Eclesiásticos, Roma, 1776 (diplomacia); e no. Universidade de Cesena, onde obteve o doutorado in utroque iure , direito canônico e civil, em 3 de fevereiro de 1787.
Nomeado prelado doméstico do Papa Pio VI em 1776.
Ordenado em 18 de dezembro de 1779, Faenza. Na diocese de Faenza, arquidiácono do capítulo da catedral; examinador sinodal; e pró-vigário geral.
Eleito bispo de Fano, em 23 de abril de 1787. Assistente do Trono Pontifício, em 27 de abril de 1787. Consagrado, em 13 de maio de 1787, basílica de S. Lorenzo em Lucina, Roma, pelo cardeal Giovanni Carlo Boschi, grande penitenciário, assistido por Pietro Luigi Galletti, OSB, bispo titular de Cirene, e Domenico Manciforte, bispo de Faenza. Em 1798, durante a ocupação francesa, foi rebaixado para Castrocaro, Toscana; libertado, pôde retornar no ano seguinte. Promovido à sé titular de Petra na Palestina, em 28 de setembro de 1801, mantendo a administração de Fano. Núncio na Áustria, outubro de 1801. Transferido para a sede de Viterbo e Toscanella, com título pessoal de arcebispo, em 11 de janeiro de 1808. Permaneceu como núncio na Áustria a pedido de Metternich até sua promoção ao cardinalato.
Criado cardeal sacerdote no consistório de 8 de março de 1816; recebeu o chapéu vermelho, 31 de julho de 1817; e o título de S. Maria della Pace, 1º de outubro de 1817. Datário de Sua Santidade, 1823-1824. Participou do conclave de 1823, que elegeu o Papa Leão XII; O cardeal Giuseppe Albani apresentou o veto do imperador Francisco I da Áustria contra sua eleição. Percebendo que sua saúde estava debilitada, ele expressou ao sobrinho e aos servos sua esperança de morrer na festa da Natividade de Nossa Senhora, e nesse dia pediu para receber os sacramentos e depois morreu.
Morreu em Roma em 8 de setembro de 1824. Exposto na igreja de S. Maria sopra Minerva, em Roma, onde foi celebrado o funeral do Cardeal Francesco Bertazzoli, e sepultado no túmulo de sua família naquela igreja